# دشمن

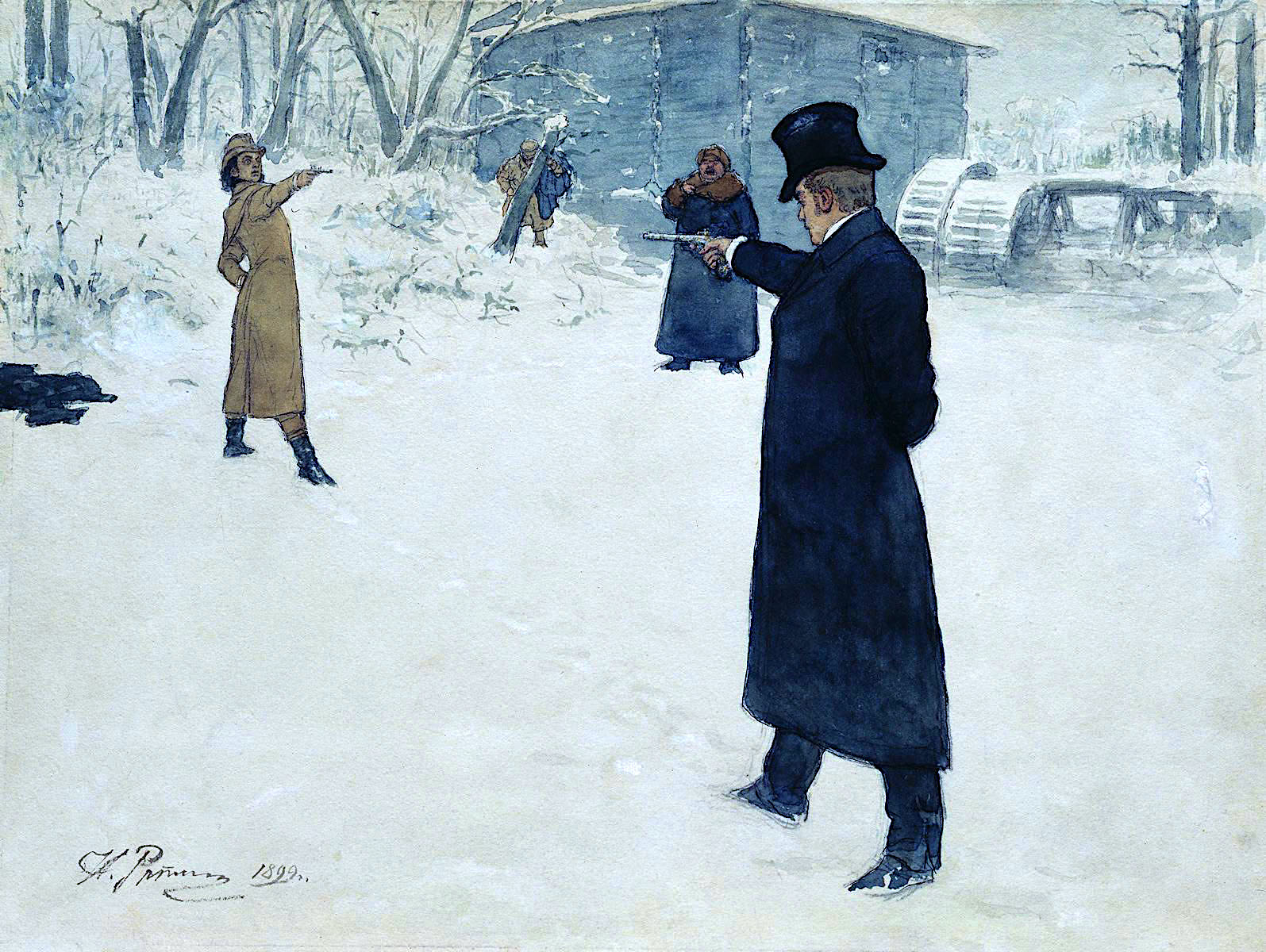
دوئل بین دو دشمن؛ در اینجا، شخصیت های یوجین اونگین و ولادیمیر لنسکی از رمان، یوجین اونگین.

دشمن به فرد یا گروهی گفته می‌شود که به زور مخالف یا تهدید‌ کننده محسوب می‌شود. مفهوم دشمن به عنوان "اساسی برای افراد و جوامع" مشاهده شده است.  اصطلاح "دشمن" کارکرد اجتماعی تعیین یک موجود خاص به عنوان یک تهدید را انجام می‌دهد و در نتیجه واکنش احساسی شدیدی را به آن موجودیت فرا می‌خواند. 